# Пау Лопес
Пау Лопес Сабата (ісп. Pau López Sabata, нар. 13 грудня 1994, Жирона,  Іспанія) — іспанський футболіст, воротар французького клубу «Марсель» і національної збірної Іспанії.

## Клубна кар'єра
Народився 13 грудня 1994 року в місті Жирона. Провівши один сезон у команді «Еспаньйол Б», із сезону 2014/15 почав залучатися до головної команди «Еспаньйола». А в сезоні 2015/16 20-річний на той час гравець вже був основним воротарем барселонської команди.
Провівши сезон 2016/17 в оренді в англійському «Тоттенгем Готспур», за команду якого так й не дебютував, в сезоні 2017/18 знову був основним голкіпером «Еспаньйола», після чого його контракт з клубом закінчився.
4 липня 2018 року на правах вільного агента уклав п'ятирічний контракт з клубом «Реал Бетіс».
А вже за рік, у липні 2019, став гравцем італійської «Роми», яка сплатила за його трансфер 23,5 мільйони євро, що зробило його найдорожчим воротарем в історії «вовків». Сезон 2019/20 розпочав у статусі основного голкіпера столичної команди.

## Виступи за збірні
Протягом 2015–2017 років залучався до складу молодіжної збірної Іспанії. На молодіжному рівні зіграв у 5 офіційних матчах, пропустив 3 голи.
Восени 2018 року дебютував в офіційних матчах у складі національної збірної Іспанії.
| Дата       | Місто       | Господарі | Результат | Гості                | Турнір            | Голи | Примітки |
| ---------- | ----------- | --------- | --------- | -------------------- | ----------------- | ---- | -------- |
| 18-11-2018 | Лас-Пальмас | Іспанія   | 1 – 0     | Боснія і Герцеговина | товариський матч  | -    | 75'      |
| 15-11-2019 | Кадіс       | Іспанія   | 7 – 0     | Малайя               | Відбір до ЧЄ 2020 | -    |          |
| Усього     |             | Матчів    | 2         |                      | Голів             | 0    |          |